# Ariarathes II.
Ariarathes II. (altgriechisch Ἀριαράθης Ariaráthēs; * vor 322 v. Chr.; † um 255 v. Chr.) war von etwa 281 bis ca. 255 v. Chr. ein Statthalter (Satrap) von Kappadokien. Er war ein Sohn des Orophernes, dem Bruder des Ariarathes I.; letzterer adoptierte ihn.
Ariarathes floh nach dem Ende seines Onkels 322 v. Chr. nach Armenien, während Kappadokien unter die Kontrolle makedonischer Machthaber fiel. Mit der Unterstützung des Orontes III. konnte er allerdings nach Kappadokien zurückkehren, den makedonischen Statthalter Amyntas im Kampf besiegen und somit die Herrschaft übernehmen. Diodor impliziert dieses Ereignis für das Jahr 301 v. Chr., nach dem Ende des Antigonos Monophthalmos in der Schlacht von Ipsos. Wahrscheinlicher aber hatte nach dieser Schlacht Seleukos I. die Herrschaft im östlichen Kleinasien und damit auch in Kappadokien übernommen, womit Amyntas ein seleukidischer Statthalter gewesen wäre. Die Möglichkeit zur Rückeroberung Kappadokiens dürfte sich für Ariarathes erst nach dem Ende des Seleukos im Jahr 281 v. Chr. ergeben haben, als die seleukidische Macht in Kleinasien ins Wanken geriet.
Dennoch gelang es Ariarathes nicht, ein gänzlich unabhängiges Königtum zu etablieren, da er die Suzeränität des Seleukidenreiches weiter anerkennen musste. Ariarathes’ Nachfolger wurde nach seinem Tod um 255 v. Chr. Ariaramna II., der älteste seiner drei Söhne. Erst sein Enkel, Ariarathes III., konnte sich von den Seleukiden lösen und den Königstitel annehmen.

## Quelle
- Diodor 31,19,4–5